# إتانا غربيتش
إتانا غربيتش مواليد 1 سبتمبر 1996 في بودغوريتسا، صربيا والجبل الأسود، هي لاعبة كرة يد مونتينيغرية تلعب كجناح أيسر. مثلت منتخب الجبل الأسود لكرة اليد للسيدات.

## سجل المنافسة
شاركت في البطولات التالية:
- بطولة العالم لكرة اليد للسيدات 2015
- بطولة أوروبا لكرة اليد للسيدات 2016

## الإنجازات
- الدوري المقدوني لكرة اليد للسيدات
  - الفوز: 2015
- دوري أبطال أوروبا لكرة اليد للسيدات
  - المركز الثالث: 2014–15

## روابط خارجية
- إتانا غربيتش على موقع الاتحاد الأوروبي لكرة اليد (الإنجليزية)
- إتانا غربيتش على موقع الدوري الفرنسي لكرة اليد للسيدات (الفرنسية)
- إتانا غربيتش على موقع أوليمبيديا (الإنجليزية)